# Anilin
Anilin (nach spanisch oder auch arabisch: an-nil = blau = Indigo-Farbe; auch bekannt als Benzenamin bzw. Benzolamin, Aminobenzol und Phenylamin) ist eine organische chemische Verbindung und das einfachste aromatische Amin. Das Molekül ist aus einem Benzolring mit einer Aminogruppe (–NH2) aufgebaut. Anilin bildet eine farblose bis braune, ölige, charakteristisch aminartig riechende Flüssigkeit. Mit Säuren versetzt bildet es Anilinsalze. Die basische Wirkung von Anilin wird durch den mesomeren Effekt abgeschwächt, da dieser die Elektronendichte der Aminogruppe verringert.
Anilin ist eine wichtige Grundchemikalie, die zu Folgeprodukten wie Methylendiphenylisocyanaten, einem Ausgangsstoff für die Herstellung von Polyurethanen, Azo- und Triphenylmethanfarbstoffen, Arzneimitteln, Insektiziden, Herbiziden und vielen anderen Produkten weiterverarbeitet wird. Anilin ist für den Menschen giftig. Es kann über die Haut, die Atemwege oder den Verdauungstrakt aufgenommen werden und schädigt das blutbildende System, die Leber und die Nieren. Zudem besteht der Verdacht auf eine krebserregende und eine mutagene Wirkung.

## Nomenklatur
Der systematische IUPAC-Name lautet Benzenamin. Die inzwischen bevorzugte IUPAC-Bezeichnung ist jedoch Anilin. Derivate des Anilins der Art C6H5NH-R werden historisch unter der Benutzung der Silbe „Anil“ bezeichnet wie beispielsweise Anilazin oder Acetanilid.

## Geschichte
Anilin wurde 1826 von Otto Unverdorben erstmals durch Kalkdestillation aus Indigo hergestellt. Er nannte das erhaltene Öl Crystallin (eine charakteristische Eigenschaft ist die Bildung kristallisierbarer Salze mit Säuren). 1834 isolierte Friedlieb Ferdinand Runge erstmals Anilin aus der lange Zeit wichtigsten Quelle, dem Steinkohlenteer, und nannte es Kyanol (Blauöl, nach dem Verhalten der Substanz gegenüber Chlorkalklösung). Carl Julius Fritzsche hatte 1840 das Anilin aus der Destillation von Anthranilsäure erhalten, er konnte auch die Identität des von Zinin dargestellten Produktes nachweisen. Zinin erhielt Anilin (von ihm Benzidam genannt) aus Nitrobenzol durch Reduktion mit Schwefelwasserstoff. A. W. Hofmann zeigte, dass diese Verbindungen identisch sind, er konnte ferner das Nitrobenzol mit einem deutlich verbesserten Verfahren (Zink + Säure) zu Anilin reduzieren.
Große Fortschritte machte die Anilinstoffchemie ab 1867. Ab 1875 wurden durch Carl Weigert neue Methoden des Nachweises von Bakterien im Gewebe mit Anilinfarben eingeführt.
Im Jahr 1882 gab Paul Ehrlich seine Färbemethode von Tuberkulosebakterien mit Säurefuchsin und Anilinwasser bekannt.
Seit 1897 wird Anilin von der Badischen Anilin- und Soda-Fabrik (BASF) zur Synthese des vorher nur aus pflanzlichen Rohstoffen gewonnenen Farbstoffs Indigo eingesetzt (Heumann-Synthese). Schon vorher wurde Anilin in großem Maßstab hergestellt, etwa von der Agfa (Actien-Gesellschaft für Anilin-Fabrication) ab 1873. Eine bekannte Anwendung des Farbstoffes war Anilinleder. Auch in der Drucktechnik wurde Anilin verwendet, u. a. bekam der Flexodruck den auch heute noch verwendeten Beinamen Anilindruck, da erst durch das Anilin eine gute Druckqualität erzeugt werden konnte.

## Herstellung
Großtechnisch wird Anilin durch Hydrierung von Nitrobenzol in der Gasphase bei 270 °C und 1,25 bar an einem Kupfer-Katalysator auf Siliciumdioxid hergestellt. Hierfür wird ein Wirbelschichtreaktor verwendet.
Daneben ist die Hydrierung an einem Nickelsulfidkatalysator auf Aluminiumoxid im Festbettreaktor möglich.
Veraltet ist das Verfahren, mit dem Anilin durch Reduktion von Nitrobenzol mit Eisen in Gegenwart von Salzsäure (Béchamp-Reduktion) gewonnen wurde:
Anschließend wird mit Branntkalk (CaO) neutralisiert, und das Anilin zusammen mit dem Wasser abdestilliert. Das als Nebenprodukt entstehende Eisen(II,III)-oxid kann als Pigment eingesetzt werden.
Es gibt noch andere Verfahren, zum Beispiel die Ammonolyse von Chlorbenzol oder Phenol:

## Verwendung
Es dient in der chemischen Industrie in erster Linie als Ausgangsstoff für die Synthese von Farben und Kunstfasern, aber auch zur Herstellung von Synthesekautschuk und Medikamenten und als Komponente hypergoler Treibstoffe in der Raumfahrt.
Wichtige Folgeprodukte von Anilin sind die Methylendiphenylisocyanate (MDI), die bei der Herstellung von Polyurethanen eingesetzt werden. Allein die europäischen Produktionskapazitäten beliefen sich im Jahr 2020 auf über 2,6 Millionen Tonnen. Die drei größten europäischen Hersteller waren 2020 BASF, Huntsman Corporation und Covestro mit zusammen mehr als 1,5 Millionen Tonnen.
Für die Herstellung von MDI wird Anilin zunächst mit Formaldehyd zum Diaminodiphenylmethan umgesetzt:
Das Diaminodiphenylmethan wird im nächsten Schritt mit Phosgen zu Diisocyanat umgesetzt.

## Reaktionen
Anilin ist eine schwache Base. Aromatische Amine wie Anilin sind im Allgemeinen viel schwächere Basen als aliphatische Amine.

Darstellung der mesomeren Grenzstrukturen des Anilins mit gekrümmten Pfeilen.
Die schwache Basizität von Anilin lässt sich auf eine Kombination aus induktivem Effekt des elektronegativeren sp2-Kohlenstoffs und Resonanzeffekten zurückführen, da das freie Elektronenpaar des Stickstoffs teilweise in das π-System des Benzolrings delokalisiert wird.
Dabei wird jedoch die Solvatisierung nicht berücksichtigt, welche die Basizität des Anilins wesentlich bestimmt. Im Verhältnis zu Ammoniak beispielsweise ist die Gasphase des Anilins basischer, während die wässrige Lösung 10.000 mal weniger basisch ist.

### An der Aminogruppe
Anilin ist das einfachste aromatische Amin und nur wenig wasserlöslich. Um die Wasserlöslichkeit zu begünstigen bzw. diese zu erhöhen, wird Anilin mit einer Säure (beispielsweise Salzsäure) versetzt; dies führt zur sofortigen Salzbildung. Mit Salzsäure entsteht das Hydrochlorid Aniliniumchlorid:
{\displaystyle \mathrm {C_{6}H_{5}NH_{2}+HCl\longrightarrow C_{6}H_{5}NH_{3}^{+}Cl^{-}} }
Lässt man Anilin mit seinem Salz (beispielsweise Anilinhydrochlorid) in der Hitze reagieren, so entsteht das Diphenylamin:
{\displaystyle \mathrm {C_{6}H_{5}NH_{2}+C_{6}H_{5}NH_{3}^{+}Cl^{-}\longrightarrow (C_{6}H_{5})_{2}NH+NH_{4}Cl} }
Bei der Reaktion von Anilin mit Essigsäureanhydrid entsteht N-Phenylacetamid (Acetanilid):
{\displaystyle \mathrm {C_{6}H_{5}NH_{2}+(CH_{3}CO)_{2}O\longrightarrow C_{6}H_{5}NH{-}COCH_{3}+CH_{3}COOH} }
Die Darstellung von Nitrobenzol aus Anilin ist ebenfalls möglich. Dabei wird das Anilin mit einem Oxidationsmittel (wie zum Beispiel Wasserstoffperoxid, mCPBA, Kaliumpermanganat, Chrom(VI)-oxid oder Blei(IV)-oxid) über die Zwischenstufe Nitrosobenzol zum Nitrobenzol umgesetzt.
{\displaystyle \mathrm {C_{6}H_{5}NH_{2}\ {\xrightarrow {Oxidationsmittel}}\ C_{6}H_{5}NO\ {\xrightarrow {Oxidationsmittel}}\ C_{6}H_{5}NO_{2}} }
Die Reaktion von Nitrosobenzol und Anilin führt durch Wasserabspaltung zum Azobenzol:
{\displaystyle \mathrm {C_{6}H_{5}NH_{2}+C_{6}H_{5}NO\ \longrightarrow \ C_{6}H_{5}{-}N{=}N{-}C_{6}H_{5}+H_{2}O} }
Eine direkte Nitrierung mit Nitriersäure führt zu Oxidationen der Aminogruppe. Die gewünschten Nitroaniline erhält man erst nach vorherigem Schützen der Aminogruppe als Acetanilid.
Wenn man die nun erhaltenen Nitroaniline mithilfe eines Reduktionsmittels (wie zum Beispiel Zink in Salzsäure, Natriumborhydrid, Lithiumaluminiumhydrid oder Natriumsulfit) reduziert, erhält man die Phenylendiamine:
{\displaystyle \mathrm {H_{2}NC_{6}H_{4}NO_{2}\ {\xrightarrow {Reduktionsmittel}}\ H_{2}NC_{6}H_{4}NO\ {\xrightarrow {Reduktionsmittel}}\ H_{2}NC_{6}H_{4}NH_{2}} }
Ebenso ist auch die Reaktion mit dem Namen Diazotierung bekannt. Dabei reagiert das Anilin mit Natriumnitrit in Gegenwart von zum Beispiel Salzsäure oder mit Salpetriger Säure zum Benzoldiazoniumchlorid:
Das Benzoldiazoniumchlorid ist ein starkes, instabiles Elektrophil, das in der Farbstoffchemie eine große Anwendung findet. Das Benzoldiazoniumchlorid kann dabei zum Beispiel mit Wasser zu Phenol unter Stickstoffverlust reagieren. Ebenso ist eine Sandmeyer-Reaktion in Gegenwart von Kupfer(I)-chlorid und Salzsäure unter Wärmezufuhr möglich – dabei entsteht das Chlorbenzol ebenfalls unter Stickstoffverlust. Unter Beibehaltung der beiden Stickstoffatome lässt sich das Benzoldiazoniumion zum Beispiel mit Natriumsulfit in wässriger Lösung zum Phenylhydrazin reduzieren:
{\displaystyle \mathrm {C_{6}H_{5}N_{2}^{+}Cl^{-}\ {\xrightarrow {Na_{2}SO_{3}\ in\ H_{2}O}}\ C_{6}H_{5}NH{-}NH_{2}} }
Lässt man das Benzoldiazoniumchlorid zum Beispiel mit einer alkalischen 2-Naphthol-Lösung ({\displaystyle \mathrm {C_{10}H_{7}O} }) reagieren, so erhält man das sog. Sudan I. Diese Reaktion wird auch als Kupplungsreaktion, genauer als Azokupplung bezeichnet:
{\displaystyle \mathrm {C_{6}H_{5}N_{2}^{+}Cl^{-}+C_{10}H_{8}O\ {\xrightarrow {OH^{-}}}\ C_{6}H_{5}{-}N{=}N{-}C_{10}H_{7}O} }
Abgesehen von den Naphtholen können auch andere Kupplungsreagenzien wie zum Beispiel 1-Naphthylamin eingesetzt werden. Aufgrund der Vielzahl an möglichen Kupplungsreagenzien existieren viele wichtige Azofarbstoffe, deshalb bilden sie zahlenmäßig auch die stärkste Farbstoffklasse.
Lässt man Anilin mit Formaldehyd (37-prozentig) nach dem Mechanismus der Imin-Bildung reagieren erhält man das N-Methylidenanilin:
Zuerst greift der Stickstoff der Aminogruppe des Anilins an der Aldehydgruppe (Carbonylgruppe) des Formaldehyd an. Aus dem doppelt gebundenen Sauerstoff der Aldehydgruppe wird ein einfach gebundener mit einer negativen Ladung. Der Stickstoff ist vorerst positiv geladen, bis er sein Proton an den negativ geladenen Sauerstoff der Aldehydgruppe abgibt. Spontan oder durch Zugabe eines wasserentziehenden Mittels wird aus dem Molekül Wasser abgespalten (Hydroxygruppe des ehemaligen Formaldehyds + Proton des Stickstoffs). Zustande kommt eine Verbindung der allgemeinen Struktur R′–N=CH–R′′.
N-Methylidenanilin gehört zu der Verbindungsklasse der Azomethine (Schiffschen Basen) und besitzt aufgrund der Methylidengruppe einen sehr reaktiven Angriffspunkt für Nucleophile.
Die Reaktion von Anilin mit Benzaldehyd führt zum Benzalanilin (Benzylidenanilin):
{\displaystyle \mathrm {C_{6}H_{5}NH_{2}+C_{6}H_{5}CHO\longrightarrow C_{6}H_{5}N{=}(CH)C_{6}H_{5}+H_{2}O} }

### Am Ring
Die Sulfonierung ist eine elektrophile aromatische Substitution SE. Als elektrophiles Teilchen wird Schwefeltrioxid (SO3) eingeführt, welches durch Reaktion von Schwefelsäure mit sich selbst gebildet wird:
Bildung des Elektrophils (Schwefeltrioxid):
{\displaystyle \mathrm {H_{2}SO_{4}+H_{2}SO_{4}\longrightarrow SO_{3}+H_{3}O^{+}+HSO_{4}^{-}} }
Nach dem Prinzip der elektrophilen Substitution (Sulfonierung) ist die Sulfanilsäure synthetisierbar.
{\displaystyle \mathrm {C_{6}H_{5}NH_{2}+SO_{3}\ {\xrightarrow {H_{2}SO_{4}}}\ HO_{3}S{-}C_{6}H_{4}NH_{2}} }
Auch weitere elektrophile Substitutionen sind möglich. Beispielsweise die Halogenierung, die Friedel-Crafts-Alkylierung und die Friedel-Crafts-Acylierung.
Eine katalytische Hydrierung von Anilin in Gegenwart eines Katalysators führt zum Cyclohexylamin (CHA). Als Katalysator für katalytische Hydrierungen benutzt man üblicherweise (Edel)-Metalle wie zum Beispiel Palladium:
{\displaystyle \mathrm {C_{6}H_{5}NH_{2}\ {\xrightarrow {Reduktionsmittel\ +\ Katalysator}}\ C_{6}H_{11}NH_{2}} }

## Sicherheitshinweise

### Toxikologie
Anilin ist giftig und kann durch Einatmen, Verschlucken oder Hautkontakt aufgenommen werden. Es wird fast vollständig über die Atemwege und laut kinetischen Tierversuchen auch fast vollständig über den Verdauungstrakt resorbiert. Anilin wirkt als starkes Blutgift, da es den roten Blutfarbstoff Hämoglobin zu Methämoglobin oxidiert, womit der Sauerstofftransport im Blut beeinträchtigt wird. Ab einem Methämoglobinspiegel über 15 % tritt eine Zyanose (Blauverfärbung von Haut und Nägeln) auf. Weiterhin wirkt Anilin auf das Zentralnervensystem und löst Euphorie aus. Ab 30 % Methämoglobin kommt es zu Kopfschmerzen, Müdigkeit und Schwäche, ab 50 % kann Bewusstlosigkeit eintreten, Werte von 80 % sind in der Regel tödlich. Die Einnahme von Alkohol kann die Wirkung von Anilin um das 7- bis 20-fache verstärken. Tödlich kann bereits eine orale Anilin-Dosis von 5–25 Milliliter bzw. Gramm sein. Bei Ratten beträgt der LD50-Wert bei oraler Aufnahme 250 mg·kg−1.
Neben seiner Giftigkeit ist Anilin auch als ätzend eingestuft, so verursacht es schwere Augenschäden, für die Haut ist es aber kaum reizend. Es kann dort allerdings allergische Reaktionen hervorrufen. Der Geschmack wird als brennend bezeichnet.
Chronische Vergiftungen mit Anilin sind selten, aber dokumentiert, und äußern sich in einem Mangel an Energie, Schwäche, gestörter Sinneswahrnehmung (darunter Sehstörungen) und Magen-Darm-Beschwerden. Anilin gehört zu den CMR-Stoffen, es besteht der Verdacht auf eine krebserregende und eine mutagene Wirkung. Bei Ratten förderte Anilin die Entstehung von Tumoren in der Milz. Für eine mögliche reprotoxische Wirkung von Anilin gibt es keine ausreichende Datenlage.

### Vorfälle
Anilin war 1981 auch eine der Ursachen für die in Spanien durch verunreinigtes Rapsöl aufgetretene Massenvergiftung (Spanisches Ölsyndrom): Mit Anilin vergälltes Rapsöl für industrielle Zwecke wurde dabei redestilliert und anschließend, mit Olivenöl vermischt, über Straßenhändler als „Olivenöl“ verkauft. 20.000 Personen erkrankten, mehr als 700 starben. Die genauen Hintergründe der Vergiftung sind bis heute allerdings ungeklärt.

### Gefahrenbewertung
Der Arbeitsplatzgrenzwert (AGW) von Anilin beträgt 7,7 mg/m3 bzw. 2 ml/m3 (ppm). Zur Messung der Anilinexpositionen am Arbeitsplatz wird mittels einer geeigneten Pumpe ein definiertes Luftvolumen durch ein Silicagelröhrchen gesaugt. Das in der Luft enthaltene Anilin wird vom Silicagelröhrchen adsorbiert. Die qualitative und quantitative Bestimmung erfolgt gaschromatographisch mit Stickstoff-Phosphor-Detektor. Die Bestimmungsgrenze beträgt 0,05 mg/m³ bei 40 L Probeluftvolumen.
Das Bundesinstitut für Risikobewertung (BfR) hat das gesundheitliche Risiko von Anilin in Fingermalfarben bewertet. Hierbei ist das BfR von der sehr konservativen Annahme ausgegangen, dass ein Kind durchgängig von seinem ersten bis zu seinem vollendeten 14. Lebensjahr regelmäßig mit Fingermalfarbe spielt und diese immer den maximal zulässigen Gehalt von 10 mg Anilin/kg Fingermalfarbe enthält. Da die Anilin-Gehalte in Fingermalfarben in der Realität deutlich geringer sind als hier angenommen, ist die Eintrittswahrscheinlichkeit gesundheitlicher Effekte als sehr niedrig zu bezeichnen.